# Brohl-Lützing
Pour l’article homonyme, voir Brohl.
Brohl-Lützing est une municipalité allemande située dans le land de Rhénanie-Palatinat et l'arrondissement d'Ahrweiler.

## Histoire
Le village de Brohl se situant directement au bord du Rhin, fut mentionné pour la première fois dans un document de l’an 1252. C’était alors à l’occasion d’un dépôt de marchandises pour la maison des templiers de Niederbreisig (aujourd’hui Bad Breisig) se trouvant à 2 km en aval de ce lieu de Brohl.
La commune actuelle fut créée le 7 novembre 1970 par la fusion de la commune d'alors de Brohl avec celle de Niederlützingen pour former l’actuelle agglomération de Brohl-Lützing.

## Tourisme
- Vulkan-Express : Ligne de chemin de fer historique à voie étroite qui monte depuis Brohl vers la vallée « Brohltal », non loin du « Laacher See » (lac de Laach) qui fut formé par l’énorme cratère du volcan de Laach[1].
- Schweppenburg : Un petit château baroque dans la vallée de Brohl (aujourd’hui une propriété privée) ainsi que le moulin de Schweppenburger qui est encore en fonction en tant que moulin à eau.
- Le bord du Rhin à Brohl-Lützing avec son bateau historique pour la pêche à l’anguille et des embarcadères, un endroit pour flâner et se restaurer.
- Brohl-Lützing est raccordé à la piste cyclable EuroVelo 15 (EV 15), aussi appelé la Véloroute Rhin, qui longe la quasi-totalité du fleuve.
- Point de départ pour des excursions à pied sur des sentiers balisés ou à vélo le long du Rhin ou vers l’arrière-pays (embarquement avec vélo possible sur le Vulkan-Espress).
- Exploration de la vallée de Brohl avec ses caves creusées dans le tuf volcanique, témoignant d'une extraction d’autrefois.
- A proximité se trouvent également les sites de « Maria Laach/Laacher See », du geyser d’Andernach et des ruines de l'abbaye de Tönisstein de l’ordre du carmel (à Bad Tönisstein près du village de Kell)

## Source
- (de) Cet article est partiellement ou en totalité issu de l’article de Wikipédia en allemand intitulé « Brohl-Lützing » (voir la liste des auteurs).